# 朝日村 (大分県日田郡)
朝日村（あさひむら）は、大分県日田郡にあった村。現在の日田市の一部にあたる。

## 地理
日田盆地の北部、筑後川（三隈川）支流・二串川の中下流域に位置していた。

## 歴史
- 1889年（明治22年）4月1日、町村制の施行により、日田郡小迫村、山田村、二串村が合併して村制施行し、朝日村が発足[1][2]。旧村名を継承した小迫、山田、二串の3大字を編成[2]。
- 1940年（昭和15年）12月11日、日田郡日田町、三芳村、光岡村、高瀬村、三花村、西有田村と合併し、市制施行して日田市を新設して廃止された[1][2]。

## 産業
- 農業[3]